# Na de diagnose
Na de diagnose is een televisieprogramma van de Evangelische Omroep (EO). Het programma werd uitgezonden op Nederland 1.
De presentatie was tussen 2003 en 2005 in handen van Carla van Weelie. Het programma ging in 2005 verder onder de naam Zo kan het ook. In het programma worden verschillende dilemma's behandeld. In de beginperiode van het programma ging dit voornamelijk over medische kwesties, maar omdat men meer maatschappelijke kwesties ging behandelen besloot men de naam te veranderen.